# 孝全成皇后
孝全成皇后（穆麟德轉寫：hiyoošungga gemungge šangga hūwangheo；1808年3月24日—1840年2月13日），钮祜禄氏，曾祖父为乾隆朝驻藏将军成德， 祖父为穆克登布，父亲为清门二等侍卫、世袭二等男爵、赠一等承恩侯、晋赠三等承恩公颐龄，生母为颐龄的嫡妻乌雅氏。原隶正红旗满洲，后抬入镶黄旗满洲。她是道光帝旻宁的第三位嫡妻、即位后所立的第二位皇后（1834年起在位），咸丰帝的生母。

## 生平
嘉庆十三年（1808年）二月廿八日出生，比道光帝小二十六歲。民間所著的《清宫词》中有记载，“孝全皇后幼时随宦至苏州，明慧绝时。曾仿世俗所谓七巧板者，斫木片若干方，排成‘六合同春’四字，以为宫中新年玩具。”惟《清皇室四谱》、《清列朝后妃传稿》等都记载孝全成皇后之父是乾清门二等侍卫、世袭二等男，亦不可能任苏州驻防将军一職，因為清代蘇州並無此官職。野史没有凭据不足深信，但是钮钴禄氏留给民间的形象，可见一斑。《清宫词》复有诗曰“蕙质兰心并世无，垂髫曾记住姑苏。谱成六合同春字，绝胜璇玑织锦图”。俟后考。
道光元年（公元1821年）二月初十日，她以男爵颐龄之女的身份在道光朝第一次外八旗选秀中被指定為贵人（实际册封时直接为嬪），赐徽號“全”字。內務府官員恭查定例配給全嫔应得分例、器皿和什物等项，並且届期拣派内管领一員侍奉全嬪。同年十一月初二日辰时與睦贵人和祥贵人等人一起入宮。
道光二年（1822年）七月，晋封为全嫔，并于当年十一月册封皇后佟佳氏时，行册封礼，正式成为全嫔，年方14岁（虚岁十五岁）。
道光三年（1823年）二月十二日，晋封全妃。翻阅清宫脉案，在該年十二月初一日，太医请得全妃「脉息弦滑，系半产之症，以致腰腹疼痛，恶露渐行，淤血停滞作痛」，未知鈕祜祿氏被封為妃是否因懷孕之故。
道光五年（1825年）二月二十日寅时，生皇三女（即端順固倫公主），同年四月十三日，晋封為全贵妃。道光六年（1826年）四月初六日酉时，生皇四女（即寿安固伦公主）。
在清宫檔案《陈设档》中，屡见道光帝赏赐一些珍玩给全贵妃：“道光六年十月二十七日来喜传旨将中洋铜表赏全贵妃”；道光八年又将“寄所托面宝座床上紫檀木嵌玻璃摺镜一件，旨赏全贵妃”，值得一提的是寄所托位于紫禁城养心殿东暖阁。道光十年八月，全贵妃有孕。道光帝将九洲清晏西路的清晖阁、鸢飞鱼跃等建筑拆除，改建成湛静斋等殿，作为身怀有孕的全贵妃在九洲清晏的新寝宫。該建築群在道光十一年三月正式落成，与道光帝新寝宫慎德堂同期落成。
道光十一年(1831年)三月二十五日，全贵妃脉息安和，已妊娠七个月。是日奏报皇帝，后接谕旨一道：“著四月初九日添吃照额加半吃食，挑选精奇妈妈里。”同年六月初九日丑时，全贵妃生下皇四子奕詝（即咸丰帝），总管太监郝进喜带领大方脉、小方脉御医前来诊视，母子脉息均安。谨择得六月十一日午时洗浴，任命姥姥张氏、邵氏担任恭洗人。皇四子在湛静斋之內出生，道光帝大喜，当天就传旨做“吉安”、“出门见喜”两块玉壁子，置于其殿前廊明间的帘架上和前殿迎门处。
在全贵妃晋封为皇贵妃之前，道光帝传旨专门为湛静斋烧造黄釉渣斗、盅及里外皆黄的釉器。這足以说明全贵妃当时在后宫中地位之高，已被允許使用皇后級別的釉器。道光十三年（1833年），道光帝直接援引祖父乾隆帝冊封繼皇后為皇貴妃的舊例，年僅二十六歲的鈕祜祿氏晉封皇贵妃，摄六宫事，為冊封鈕祜祿氏為皇后作準備。鈕祜祿氏是有清一代第二位也是最後一位被封為攝六宮事的皇貴妃。
道光十四年正月初一日（1834年）诏封为皇后，道光十四年十月十八日行册后大典，昇平署中和樂由景運門接起，作導引樂，用響器引至乾清宮簷下，中和樂在交泰殿接奏細樂《海上蟠桃》
。
道光十五年（1835年）十一月初八日，年僅十歲的皇三女夭折，道光帝非常哀痛，遂追封她为端顺固伦公主。

道光十九年八月，皇后钮钴禄氏已病重。道光二十年（1840）正月初八日，道光帝下諭：「如若事出，诸事按十三年孝慎皇后例。每日禄喜带领首领太监在二宫门澹怀堂轮流举哀，俟皇后灵寝进城送至城内，仍回圆明园各归本处。」同月十一日丑初三刻，钮祜禄氏薨逝，年仅三十二岁（虚岁三十三岁）。由於她與道光帝感情極深，道光帝十分的悲痛，钦定谥号为孝全皇后。

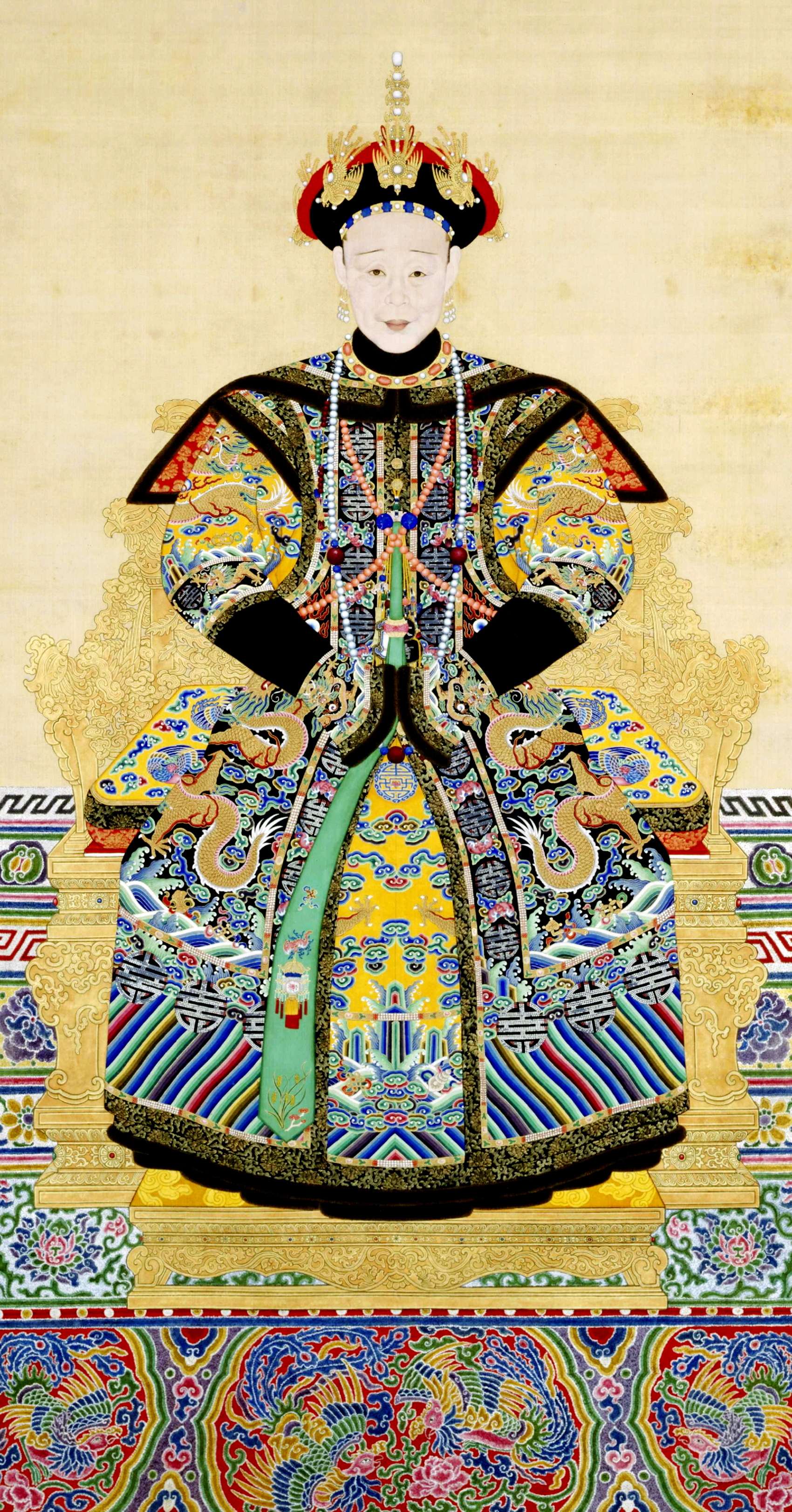
恭慈皇太后（孝和睿皇后）

## 身后
清宫词有一首非常费解的诗关于她。
“如意多因少小怜，蚁杯鸩毒兆当筵。温成贵宠伤盘水，天语亲褒有孝全。”

### 葬礼
道光帝在面对鸦片战争的巨大压力时，仍然坚持为皇后举办了盛大的葬礼。他下令将皇后灵柩安置于澹怀堂，自己每天都亲至灵前奠酒，并于正月十七日亲自为皇后选定“孝全”为谥号。四月，道光帝为“孝全皇后”举行了隆重的“册谥”典礼；十月，道光帝出发亲自将孝全皇后的灵柩护送至西陵龙泉峪自己的帝陵中。十一月，道光帝亲自到帝陵主持“孝全皇后”入葬地宫的全过程，并命众皇子大臣行礼。十二月，返回北京后的道光帝又参与了孝全皇后灵位供入奉先殿的仪式，“亲诣告祭”。并特地让“孝全皇后”的亲生儿子、皇四子奕詝在灵前行礼。
道光三十年二月，剛登極的咸豐帝传谕如意馆绘制大行皇帝圣容若干轴、嫡母孝穆皇后御容一轴和生母孝全皇后御容一轴。此次绘制的二位皇后的御容画心高七尺九寸，宽則為三尺六寸。这两轴皇后御容皆用于景山寿皇殿三屏风作供奉之用。
同治十年正月二十五日，太监张得禄通知造办处，母后皇太后宫中的总管韩双喜传来慈安太后的旨意，命造办处于正月二十七日派人至钟粹宫前殿将“孝全成皇后御容璧子”挪至承乾宫前殿安设。

### 谥号
道光二十年正月十七日（1840年2月19日），道光帝发下诏书，赐谥大行皇后钮祜禄氏为孝全皇后。经过咸丰、同治、光绪三朝累次上谥，谥号全称为：孝全慈敬宽仁端悫安惠诚敏符天笃圣成皇后。

### 陵寝
道光二十年十月二十七日（1840年11月20日），道光帝以“谒陵”为名，亲自护送孝全皇后梓宫奉移西陵，十一月初九（12月2日）葬入龙泉峪地宫，此前孝穆皇后和孝慎皇后的梓宫已经葬入了该地宫，道光帝去世后梓宫也葬于此，是为三后附葬一帝的清西陵之道光慕陵。

### 子女
孝全皇后去世后，留下年仅十岁的独子奕詝，由奕訢之母静贵妃抚养。道光帝去世后，奕詝继位，是为咸丰帝。有人认为道光帝是因为痛惜孝全皇后的死，才决定让她的儿子奕詝继位的。
道光二十一年（1841年）二月，孝全皇后所生的皇四女16岁，被封为寿安固伦公主，指配蒙古亲王世子德穆楚克扎布，为道光女婿中最为显赫之人，婚后夫妻感情甚笃。

## 家庭
- 丈夫
  - 宣宗效天符运立中体正至文圣武智勇仁慈俭勤孝敏宽定成皇帝旻宁
- 儿子
  - 独子：皇四子文宗协天翊运执中垂谟懋德振武圣孝渊恭端仁宽敏显皇帝奕詝
- 女儿
  - 长女：皇三女端顺固倫公主（早夭）
  - 幼女：皇四女壽安固倫公主（下嫁德穆楚克扎布）

## 影视作品
- 電視劇

| 年份 | 劇名               | 演員   | 剧中姓名    | 劇中稱謂 |
| ---- | ------------------ | ------ | ----------- | -------- |
| 1987 | 滿清十三皇朝之道光 | 蔡善如 | 鈕祜祿氏    |          |
| 1997 | 道光秘史           | 袁咏仪 | 鈕祜祿氏    |          |
| 2005 | 一生为奴           | 戴春荣 | 鈕祜祿氏    |          |
| 2006 | 大清後宮           | 傅藝偉 | 鈕祜祿·繡心 |          |
| 2011 | 萬凰之王           | 宣萱   | 鈕祜祿·伊蘭 |          |

## 延伸阅读
[在维基数据编辑]
 《清史稿/卷214》，出自趙爾巽《清史稿》
 在维基共享资源阅览影像

### 引用
1. ↑  道光帝生前先后有三位嫡妻，分别为孝穆成皇后（道光帝即位前去世，即位后追封为皇后）、孝慎成皇后和孝全成皇后。
2. ↑  道光帝名义上共有四位皇后：第一位孝穆成皇后和第四位孝静成皇后是追封的，她们生前未曾被册封为皇后；道光帝即位后共册封了两位皇后，即第二位孝慎成皇后和第三位孝全成皇后。
3. 1 2 3 4 5 6 7 8 9  《清代帝后的归宿》，紫禁城出版社，当代·于善浦  ISBN 7-80047-611-1
4. ↑  据《清宣宗实录·卷四十九》
5. ↑  《恩賞檔》：道光十四年正月初一日 伺候樂。三四五叫早。皇太后壽康宮受賀，伺候中和韶樂。萬歲爺乾清宮受賀，伺候中和韶樂。總管、官職首領養心殿行禮。皇貴妃封為皇后。總管、官職首領行禮。總管進如意，皇后回賞祿喜如意一柄。
6. ↑  《恩賞檔》道光十四年十月十三日沈魁傳旨，十月十八日皇后接冊，昇平署中和樂由景運門接起，作導引樂，用響器引至乾清宮簷下，中和樂在交泰殿接奏細樂《海上蟠桃》。十月二十二日重華宮伺候戲。欽此。 ......皇后賞祿喜大卷八絲袍料一疋、大荷包一對、小荷包一對；內學首領曹進喜、雨兒、王麟祥、小劉德四名每名小卷五絲袍料二件、大荷包一對、小荷包一對。敬事房交下，皇后賞祿喜大卷八絲緞一疋；中和樂首領梁忠、蕭進忠二名，每名小卷絲袍料一件，中和樂太監等銀五十兩。
7. ↑  《清宫升平署档案·恩赏日记檔》：道光二十年正月初八日：因皇后病重，禄喜请旨。奉旨，如若事出，诸事按十三年孝慎皇后例。每日禄喜带领首领太监在二宫门澹怀堂轮流举哀，俟皇后灵寝进城送至城内，仍回圆明园各归本处。钦此。
8. ↑  《清宫升平署档案·恩赏日记檔》：道光二十年正月十一日，丑初三刻，大行皇后薨逝。
9. ↑  《中国皇后传》，中国人事出版社，当代·史海阳 ISBN 7-80139-000-8